# Buena Vista Social Club
Buena Vista Social Club es el nombre de un club social muy popular de La Habana, Cuba, cuyos miembros practicaban el baile y la música. También es el nombre de una agrupación musical creada en la década de 1990, casi 50 años después de que el club cerrase, que inspiró una grabación hecha por el músico cubano Juan de Marcos González y por el guitarrista y folclorista estadounidense Ry Cooder con músicos cubanos tradicionales, muchos de ellos antiguos miembros del club en el que se presentaron cuando su popularidad estaba en la cumbre.
La grabación, llamada Buena Vista Social Club, por esa institución de La Habana, fue un éxito internacional, y el grupo se presentó con su formación completa en Ámsterdam, Países Bajos, en 1998. El director de cine alemán Wim Wenders grabó la presentación, seguida de un segundo concierto en el Carnegie Hall, de Nueva York, concierto este que fue la cumbre del documental que resultó del trabajo de Wenders. El documental también incluye entrevistas con los músicos llevadas a cabo en La Habana. La película de Wenders, también nombrada Buena Vista Social Club, fue aclamada por la crítica y recibió una nominación al Óscar al mejor documental largo y numerosos galardones, entre los que se incluye Mejor Documental en el European Film Awards.
Tanto el éxito del álbum como el de la película produjeron un gran interés por la música cubana tradicional y la música latinoamericana en general, en todo el mundo. Algunos de los músicos cubanos lanzaron después álbumes en solitario que fueron bien acogidos, y grabaron otros en colaboración con diversas estrellas de la música internacional de distintos géneros. El nombre "Buena Vista Social Club" se convirtió en un término que abarcaba este tipo de presentaciones y lanzamientos en colaboración, además de relacionarse con una etiqueta que encapsula la llamada "Edad de Oro de la música cubana", entre la década de 1930 y la de 1950. El nuevo éxito fue efímero para la mayoría de los miembros del grupo: Manuel "Puntillita" Licea, Compay Segundo, Rubén González, Ibrahim Ferrer y Pío Leyva murieron pocos años después, a los 73, 95, 84, 78 y 88 años, respectivamente; Licea en 2000, Segundo y González en 2003, Ferrer en 2005 y Leyva en 2006. Se mantienen vigentes otros de los miembros principales: Omara Portuondo, Eliades Ochoa, Manuel "Guajiro" Mirabal, Amadito Valdés, Barbarito Torres, Ry Cooder, Joachim Cooder, Juan de Marcos González y Papi Oviedo.

## Club social
El Buena Vista Social Club se ubicaba en el populoso barrio de Buena Vista 31 núm. 4610, entre las calles 46 y 48, Marianao. El primer presidente de esta sociedad era de apellido Travieso, del que queda vivo su hijo Raulito, dicho por Roberto González Sardiñas "El Pikin", quien asistía al jardín de infancia que por la mañana ahí se abría en la década de 1940. Según Juan Cruz, un antiguo maestro de ceremonias del club nocturno "Salón Rosado Benny Moré", y del Ex-Salón Mambí del cabaret "Tropicana" que bautizó a los Pikin's y trajo a la Orquesta Aragón de Cienfuegos a La Habana, cuando los músicos Ry Cooder, Compay Segundo y el equipo de rodaje intentaron identificar la ubicación del club, en los años 1990, las personas que por allí vivían no llegaban a un acuerdo sobre dónde se encontraba.
El club se hallaba en la región de un cabildo, una cofradía que databa del colonialismo español. Los cabildos de Cuba se desarrollaron hasta convertirse en "Sociedades de Color", clubes sociales en los que los miembros se clasificaban según su etnia, en una época en la que la esclavitud y la discriminación contra los afrocubanos era algo institucionalizado. Existieron sociedades de negros a lo largo de toda Cuba, y La Habana disponía de un número de organizaciones sólidamente encadenadas entre sí: el Marianao Social Club, la Unión Fraternal, el Club Atenas –entre cuyos miembros se hallaban médicos e ingenieros– y el propio Buena Vista Social Club.
Según Ry Cooder, "La sociedad cubana y caribeña e incluso la de New Orleans, que yo sepa, estaba organizada alrededor de estos clubes sociales. Había clubes de envolvedores de cigarros habanos, de jugadores de béisbol y jugaban cartas y practicaban deportes y tenían sus mascotas, como perros. En el caso del Buena Vista Social Club, allí se reunían músicos, como en los clubes de los EE.UU. Además, tenían actividades de baile y muchas otras más."
Varios músicos consagrados tocaron en el club durante los años 1930 y 1940, incluso el bajista Cachao López y el líder de banda, Arsenio Rodríguez. El pianista de Rodríguez, Rubén González, que tocó el piano en las grabaciones en los años 1990, describió los '40 como "una edad de verdadera vida musical en Cuba, donde no había mucho dinero para ganar, pero tocaban porque realmente lo querían". Esa era vio nacer al mambo influenciado por el jazz, la charanga, y formas de baile como la pachanga y el cha-cha-cha, así como el desarrollo de los tradicionales estilos musicales afrocubanos como la rumba y el son, que más tarde fue modificado por el uso de instrumentos adicionales, llevado a cabo por Arsenio Rodríguez, para volverse son montuno. El son, descrito como "el cimiento de la música cubana", ha transformado gran parte de la música latinoamericana del siglo XX.

## Cierre de los sitios sociales
Poco después de la Revolución Cubana de 1959, el nuevo presidente cubano Manuel Urrutia Lleó empezó un programa de cierre o nacionalización de tiendas de juego, clubes nocturnos y otros establecimientos asociados al estilo de vida hedonístico de La Habana. Ello tuvo un impacto inmediato para los que así se ganaban la vida. Como el gobierno cubano rápidamente se movió hacia el socialismo, que incrementó el control social, muchos de los centros sociales y culturales fueron abolidos,[cita requerida] incluso las sociedades afrocubanas de ayuda mutua, en 1962, para abrir camino a sociedades racialmente integradas. Las festividades en privado fueron limitadas a fiestas de fines de semana y se confiscaron los subsidios para las organizaciones. Dichas medidas significaron el cierre del Buena Vista Social Club. Aunque el gobierno cubano seguía apoyando la música tradicional tras la revolución, se hicieron concesiones al movimiento políticamente apoyado Nueva Trova y a compositores como Silvio Rodríguez. La aparición de la música popular y de la salsa, un estilo derivado de la música cubana (específicamente del son cubano) pero desarrollada en los Estados Unidos (especialmente en Nueva York), significó que el son quedó lejos del aprecio de las máximas autoridades cubanas, en el contexto de una aguda confrontación con el gobierno estadounidense, que tomó medidas punitivas extremas contra la isla después de la expropiación de empresas de esa propiedad. 
El año de 1968, el de las "medidas especiales", fue todavía peor para los que se dedicaban a la música popular. En palabras del músico y compositor Leonardo Acosta,

1968 fue el más desastroso para la música popular cubana... a causa de medidas cuyos efectos negativos aún los sufrimos treinta años después... había la así llamada Ley Seca, que se hacía cumplir por medio de la actuación de oficiales oportunistas que trataban de cerrar los cabaretes (ya nacionalizados por el gobierno) incluso el Tropicana... También se cerraron —a lo largo de todo aquel año— los bares, pequeños clubes y miles de bodegas y casetas. La vida nocturna junto a su música y su espectáculo se vio seca. De pronto el 40 % de los músicos del país se vio obligado a ir a sus casas con el subsidio de desempleo... el daño era irreparable y La Habana, famosa por su vida nocturna... jamás volvería a ser la misma.

La ocurrencia de esos cierres es la más simple explicación acerca de por qué tantos destacados músicos se quedaron sin trabajo y de por qué declinó su estilo musical antes de que la experiencia de Buena Vista lo resucitara.

## Discografía
- Buena Vista Social Club (16 de septiembre de 1997). World Circuit / Nonesuch Records.
- Buena Vista Social Club at Carnegie Hall (14 de octubre de 2008). World Circuit / Nonesuch Records.
- Lost And Found (25 de marzo de 2015). World Circuit / Nonesuch Records.